# Curtea (Timiș)
Curtea (in ungherese Kurtya) è un comune della Romania di 1247 abitanti, ubicato nel distretto di Timiș, nella regione storica del Banato. 
Il comune è formato dall'unione di 3 villaggi: Coșava, Curtea, Homojdia.
Il più importante monumento del comune è la chiesa lignea ortodossa Cuvioasa Paraschiva, costruita nel 1794 e dipinta tra il 1804 e il 1806.

## Collegamenti esterni

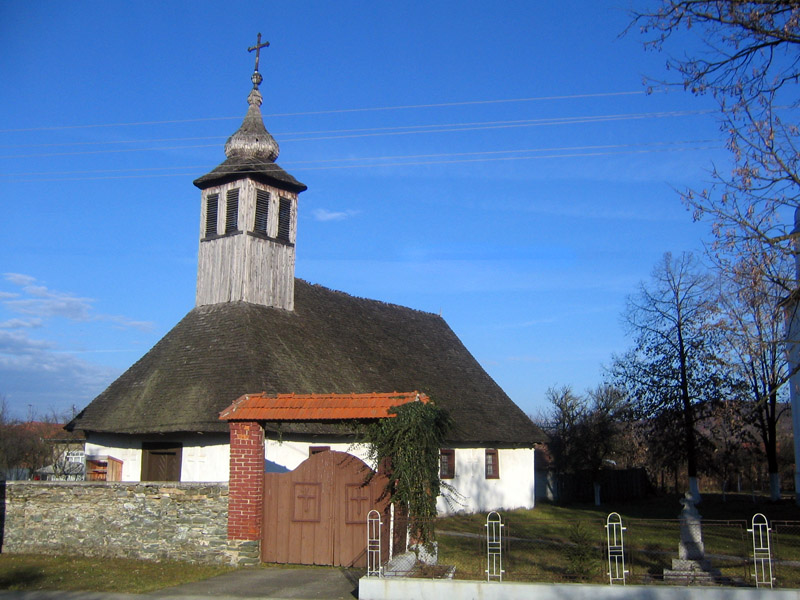
La chiesa lignea di Curtea